# Guyton
Guyton – miasto w Stanach Zjednoczonych, w stanie Georgia, w hrabstwie Effingham.